# Colin Blackburn, Baron Blackburn

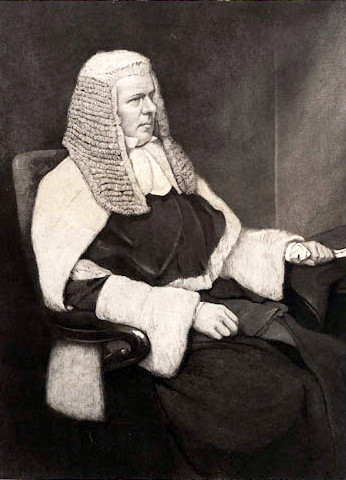
Colin Blackburn, Baron Blackburn

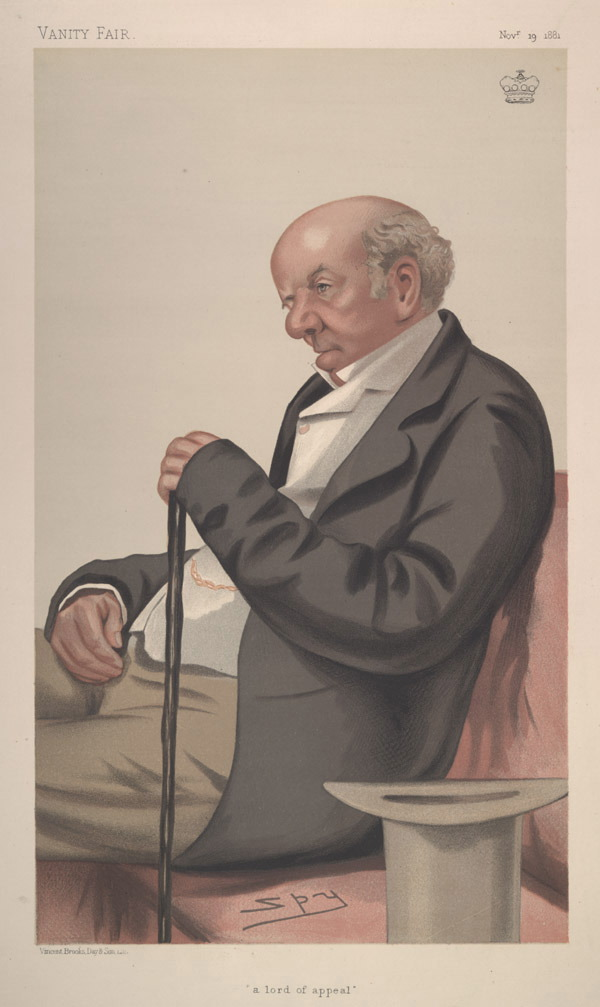
Baron Blackburn in einer Karikatur in der Zeitschrift Vanity Fair vom 19. November 1881

Colin Blackburn, Baron Blackburn PC (* 18. Mai 1813 in Selkirkshire; † 8. Januar 1896 in Ayrshire) war ein britischer Jurist, der zuletzt als einer der beiden ersten Lord of Appeal in Ordinary aufgrund des Appellate Jurisdiction Act 1876 als Life Peer auch Mitglied des House of Lords war.

## Leben

### Studium, Lordrichter und Oberhausmitglied
Nach dem Besuch der Edinburgh Academy sowie des Eton College studierte Blackburn Mathematik am Trinity College der University of Cambridge und schloss dieses 1835 ab. Danach absolvierte Blackburn ein Studium der Rechtswissenschaften und erhielt 1838 seine anwaltliche Zulassung bei der Rechtsanwaltskammer (Inns of Court) von Inner Temple. Im Anschluss war er mehr als zwanzig Jahre als Barrister tätig.
1859 wechselte er in den Richterdienst als Richter der Kammer für Zivilsachen (Queen’s Bench Division) an dem für England und Wales zuständigen High Court of Justice und bekleidete dieses Richteramt bis 1876. Zugleich wurde er 1860 zum Knight Bachelor geschlagen und führte seither den Namenszusatz „Sir“.
Zuletzt wurde Blackburn durch ein Letters Patent vom 16. Oktober 1876 aufgrund des Appellate Jurisdiction Act 1876 als Life Peer mit dem Titel Baron Blackburn, of Killearn in the County of Stirling, zum Mitglied des House of Lords in den Adelsstand berufen und wirkte bis 1886 als Lordrichter (Lord of Appeal in Ordinary). Damit gehörte er neben Edward Gordon, Baron Gordon of Drumearn zu den beiden ersten Lordrichtern, die aufgrund des Appellate Jurisdiction Act 1876 Mitglied des Oberhauses wurden. 1876 wurde er zugleich auch Privy Councillor.
Sein jüngerer Bruder war der Mathematiker Hugh Blackburn, der dreißig Jahre lang die Professur am Lehrstuhl für Mathematik an der University of Glasgow innehatte.

### Bedeutende Urteile als Lordrichter
Während seiner Amtszeit als Lordrichter wirkte er bei einigen Entscheidung mit wie zum Beispiel:
- Brogden v Metropolitan Railway Company (1877): In diesem Verfahren aus dem englischen Vertragsrecht wurde entschieden, dass ein Vertrag auch durch das Verhalten der Parteien angenommen werden kann. An dieser Entscheidung wirkten neben Lordkanzler Hugh Cairns, 1. Earl Cairns auch die früheren Lordkanzler Roundell Palmer, 1. Earl of Selborne, William Page Wood, 1. Baron Hatherley sowie Baron Gordon of Drumearn mit.
- Hughes v Metropolitan Railway Co (1877): In diesem Verfahren wurde erstmals über die Verwirkung (Estoppel) eines Schuldscheins entschieden. Das Urteil entfaltete über viele Jahre seine Wirkung und wurde erst durch das Verfahren Central London Property Trust Ltd v High Trees House Ltd (1947) erneuert.
- Erlanger v New Sombrero Phosphate Co (1878): In diesem Verfahren aus dem Vertragsrecht ging es auch um Fragen zum Gesellschaftsrecht (Company Law). Es befasste sich mit dem Rücktritt wegen Täuschung und der Frage, wie die Unmöglichkeit der Wiedergutmachung eine Möglichkeit zum Rücktritt sein kann. Es ist auch ein wichtiges Beispiel dafür, wie Vertreter eines Unternehmens in einem Treuhandverhältnis (Fiduziarität) zu Kunden und Abonnenten stehen. Lord Blackburn vertrat in diesem Verfahren die Mehrheitsmeinung.
- Speight v Gaunt (1884): In diesem Verfahren aus dem englischen Trustrecht ging es um die Frage treuhänderischer Sorgfaltspflichten.
- Foakes v Beer: In diesem Verfahren aus dem Vertragsrecht wurde der Frage nachgegangen, ob das Versprechen eines Gläubigers, einen Restbetrag nicht geltend zu machen, wirksam ist oder ob es mangels consideration nichtig ist und der volle Betrag trotz des Versprechens verlangt werden kann. Das House of Lords entschied unter Bestätigung der Regel aus Pinnel’s Case, dass ein solches Versprechen unwirksam ist und der Restbetrag verlangt werden kann. Lord Blackburn wollte zunächst ein Sondervotum abgeben, schloss sich aber letztlich der Mehrheitsmeinung an. Dennoch ist sein Urteil von deutlicher und vielzitierter Kritik an der Entscheidung geprägt.